# HTBLuVA Wien 5 Spengergasse
Die HTBLVA Wien 5 Spengergasse ist eine berufsbildende Höhere Technische Bundeslehr- und Versuchsanstalt in Wien und wird zu den fünf Technischen und Gewerblichen Lehranstalten in Österreich gezählt. Sie hat 2600 Schüler und 280 Lehrende. Etwa zwei Drittel der Schüler werden in den Abteilungen für Informatik unterrichtet. Daneben gibt es mit den Abteilungen „Biomedizin und Gesundheitstechnik“, „Design“ und „Wirtschaftsingenieure“ unterschiedliche Aus- und Weiterbildungsmöglichkeiten für Jugendliche und Erwachsene.

## Geschichte

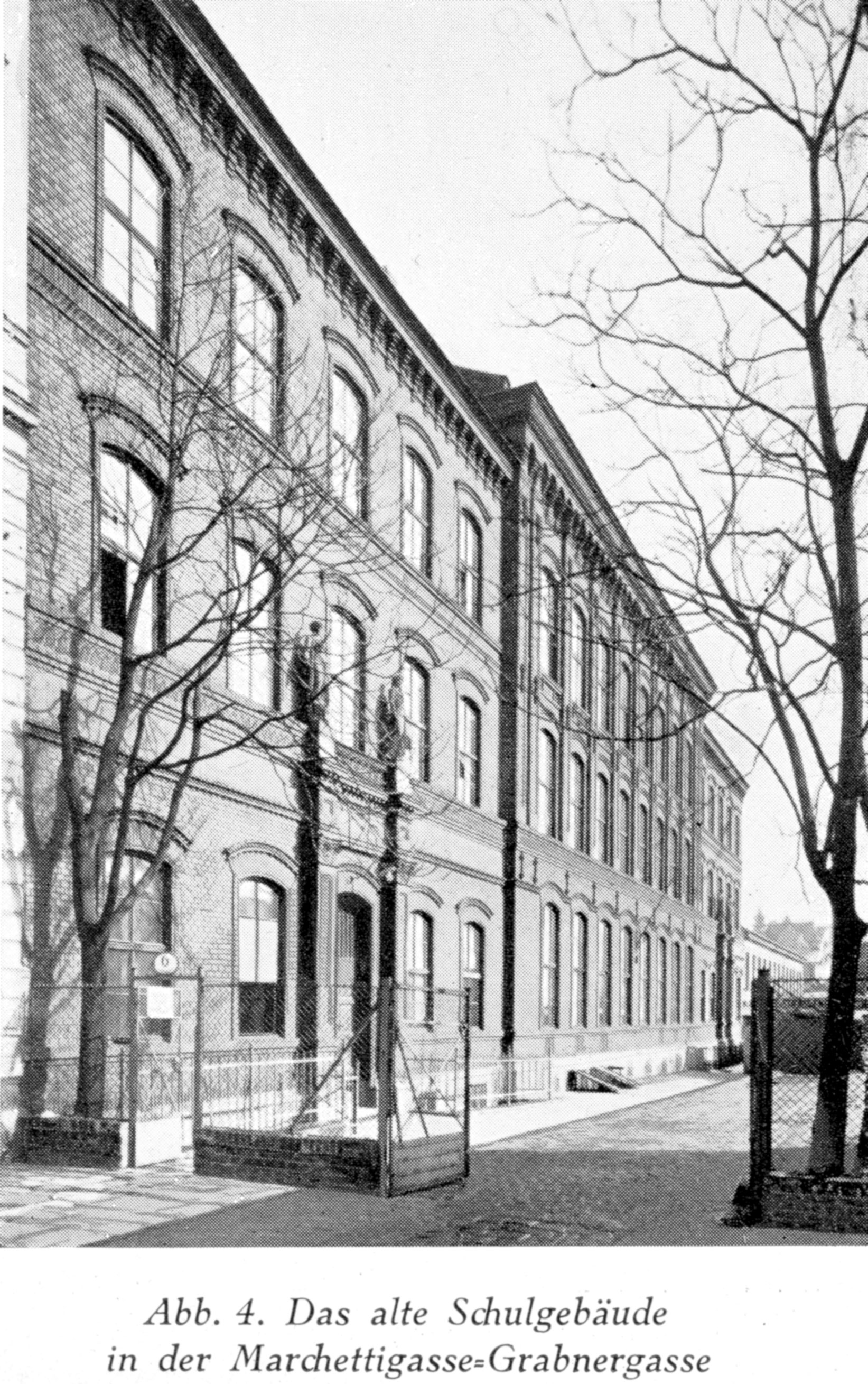
Das alte Schulgebäude in der Marchettigasse um 1910

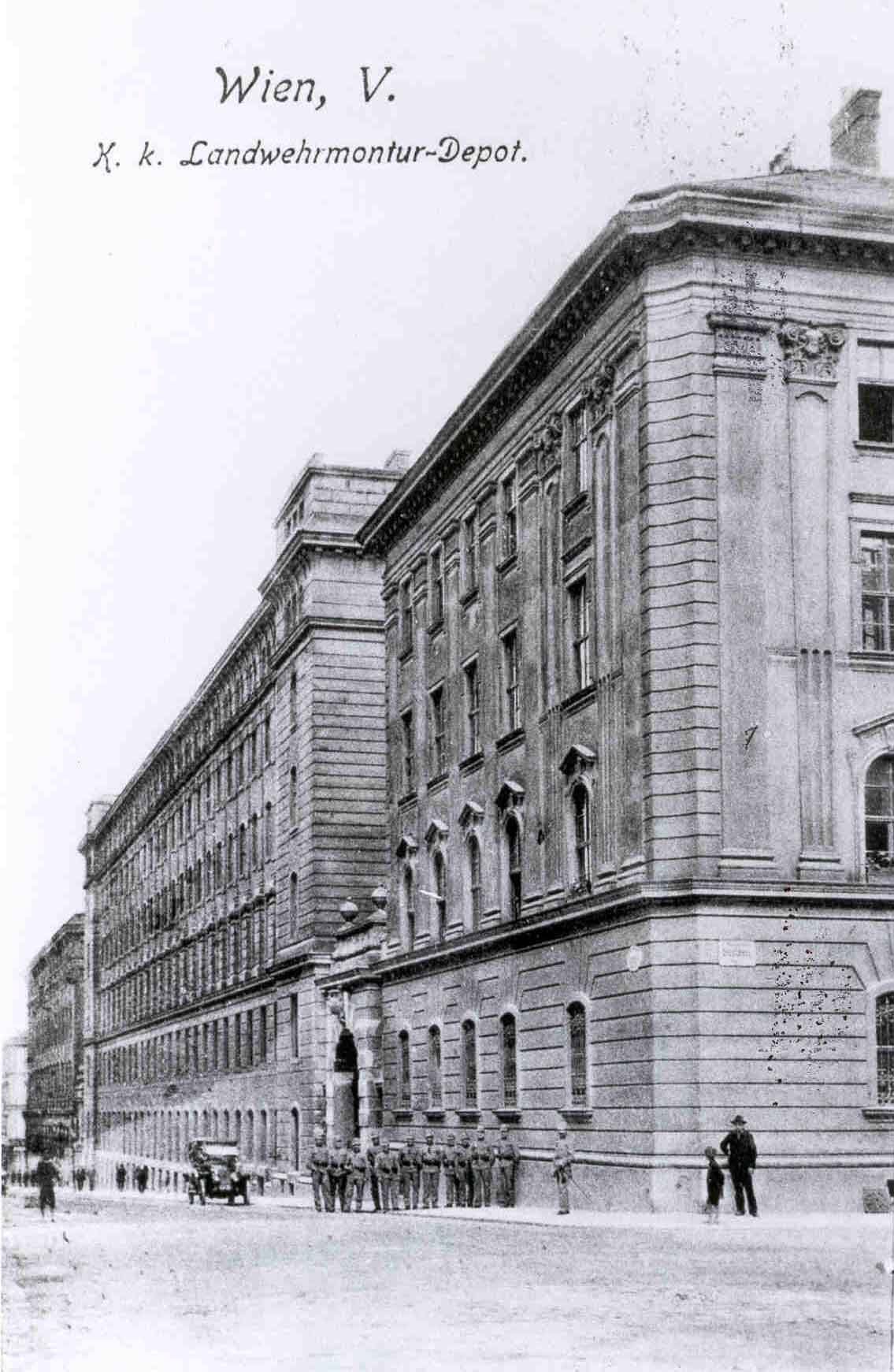
Das K.k. Landwehr Ausrüstungs Haupt-Depot als Vorgängernutzung der heutigen HTL

Die Lehranstalt wurde am 11. Jänner 1758 von Erzherzogin Maria Theresia als „k.k. Commerzialzeichnungsakademie“ gegründet. Schon damals war der unmittelbare Anlass zur Gründung der Mangel an textilen Fachkräften. Der Anfang des Schulbetriebes war sehr bescheiden: Die neue Schule begann mit sechs Schüler im dürftig ausgestatteten Raum eines Palais in der Wiener Innenstadt. 1785 waren es bereits 108 Schüler und mit der zunehmenden Industrialisierung Österreichs wuchs auch die Bedeutung der Schule. Im darauffolgenden Jahrhundert war sie mit dem Polytechnikum verbunden und als aus diesem die Technische Hochschule entstand, erlangte sie wieder ihre Selbständigkeit. Das Wachstum der österreichischen Textilindustrie im 19. Jahrhundert machte einen weiteren Ausbau der Schule notwendig, und seit 1881 führte sie den Namen Lehranstalt für Textilindustrie.
Nach dem Zusammenbruch der österreichisch-ungarischen Monarchie war die Schule die einzige textiltechnische Bildungsstätte der nunmehrigen Republik Österreich. Ihr Aufgabenkreis musste daher auf alle Gebiete der Textilindustrie erweitert werden. 1921 wurde sie in eine Höhere Lehranstalt mit dem Namen „Bundeslehr- und Versuchsanstalt für Textilindustrie“ umgewandelt und durch eine chemische Abteilung sowie eine textilkaufmännische Abteilung erweitert. Dies war vor allem dadurch möglich, dass ein größeres Gebäude, nämlich das ehemalige K.k. Landwehr Ausrüstungs Haupt-Depot in Wien 5., Spengergasse 20, erworben werden konnte.

### Informatik-Ausbildung
1971 wurde eine große EDV-Anlage (IBM System/360 Model 25 mit 32 KB Hauptspeicher) in Betrieb genommen, deren Vorhandensein auch die Gründung eines „Abiturientenlehrganges für elektronische Datenverarbeitung“ ermöglichte.
1981/82 wurde aus dem Abiturientenlehrgang die Höhere Abteilung für Informatik, die heute die größte Abteilung der Schule ist. Im Schuljahr 1998/99 wurde der heute auslaufende Lehrplan, der eine Unterscheidung in drei Ausbildungsschwerpunkte ab dem 4. Jahrgang vorsieht, eingeführt.
Der Lehrplan für EDV und Organisation wurde seit September 2009 durch den als Schulversuch eingeführten Lehrplanes für Informatik abgelöst.
Im Rahmen der Ausbildung für Informatik wird seit 2007 auch jeweils eine Klasse mit Englisch als Arbeitssprache geführt.

### Abteilung Wirtschaftsingenieur
Nach dem Niedergang der in Österreich ansässigen Textilindustrie und der textiltechnischen und textilchemischen Abteilungen wurden vorerst in den 1990er-Jahren Lehrpläne für Betriebsmanagement mit textilen Ausbildungsschwerpunkten angeboten, die in mehreren Entwicklungsstufen im Schuljahr 2012/2013 in der Höheren Lehranstalt „Wirtschaftsingenieur – Technisches Management“ mündeten. Diese Ausbildung baut auf dem Lehrplan für Wirtschaftsingenieure auf, wird jedoch durch den standortspezifischen Lehrplan „Technisches Management“ ergänzt. Diese Spezialisierung bietet neben fachspezifischen Lehrinhalten der angewandten Informatik, Unternehmensführung/Wirtschaftsrecht und Betriebstechnik facheinschlägigen Theorie- und Praxisunterricht zu den beiden großen Wissensbereichen „Prozessmanagement“ und „Produktmanagement“. Sie trägt damit den Anforderungen der Wirtschaft Rechnung. Im Jahr 2020 wurde die Abteilung um den Schwerpunkt Betriebsinformatik erweitert.

### Abteilung Design
Die Gründungsabteilung (damals k.k. Commerzialzeichnungsakademie) bildet seit vielen Jahren die unterschiedlichsten Berufsbilder der Kreativwirtschaft aus. Bis 1999 waren diese vorwiegend in der Textilindustrie angesiedelt (Modezeichner, Musterzeichner, Dessinateure und Textildesigner). Seit 1999 wurde die Ausbildung sukzessive durch neue Ausbildungsschwerpunkte der Kreativwirtschaft ersetzt. Die aktuellen Lehrpläne sind: „Höhere Lehranstalt für Medien – Animation“, „Höhere Lehranstalt für Medien – Gamedesign“ sowie „Höhere Lehranstalt für Art und  Design – Interior- und Surfacedesign“, sowie die jeweils zugehörigen Kollegformen, die ebenso berufsbegleitend angeboten werden.

### Abteilung Medizininformatik (Schwerpunkt Biomedizin- und Gesundheitstechnik)
Im Schuljahr 2010/11 wurde die Abteilung Biomedizin- und Gesundheitstechnik mit dem Ausbildungsschwerpunkt Medizininformatik gegründet. Damit wollte man der immer stärkeren Durchdringung aller medizinischer Bereiche mit Technik und Informatik (Stichwort „Elektronische Gesundheitsakte“ ELGA) Rechnung tragen. Die damit verbundene Intention, mehr Mädchen für eine technische Ausbildung zu begeistern, ist von Beginn an voll aufgegangen. Seit ihrem Bestehen sind ca. 30–40 % der Schüler dieser Abteilung weiblich.
Neben einer Kernausbildung in Informatik (Programmieren, Netzwerktechnik, Medizinische Informationssysteme) gehören auch Medizinische Gerätetechnik und Biomedizinische Signalverarbeitung, aber auch Biologie-Medizin sowie Gesundheitsökonomie zu den Inhalten dieser breit gefächerten 5-jährigen Ausbildung.
Mit Diplomprojekten in den IT-Abteilungen diverser Gesundheitseinrichtungen, beim Wiener Krankenanstaltenverbund oder bei Zulieferfirmen im Gesundheitswesen werden die Schüler auf ihre zukünftige Berufstätigkeit vorbereitet.
Im Rahmen von Sparkling Science konnten Schüler der Medizininformatik erfolgreich an Forschungsprojekten der Medizinischen Universität Wien mitarbeiten.

### Fachschule für Informationstechnik
1999/2000 wurde die sog. Fachschule für Datenverarbeitung als 3½-jährige Ausbildung eingeführt. Sie endet im Gegensatz zu den höheren Abteilungen mit einer Abschlussprüfung statt mit einer Reife- und Diplomprüfung. Das Ausbildungsziel der Fachschule ist ein praxisnaher Unterricht im technischen und betriebswirtschaftlichen Bereich.
Nach einer Reform des Lehrplans ab dem Schuljahr 2016/17 können nun die Schüler in der Fachschule für Informationstechnik im 3. Jahr zwischen den Schwerpunkten Netzwerktechnik und Medientechnik wählen. Durch die Spezialisierung ist eine gezieltere Vorbereitung auf den Berufsalltag entsprechend den Neigungen der Schüler möglich.
Nach der Abschlussprüfung besteht die Möglichkeit, über ein Vorbereitungssemester nahtlos in den 2-jährigen Aufbaulehrgang für Informatik einzusteigen und die HTL-Matura zu absolvieren.
Alle Ausbildungsschwerpunkte werden sowohl in Form einer Höheren Lehranstalt (ab 14J.) als auch als Kolleg (ab 17J.) geführt.
Mit September 2019 startete das Kolleg für Medien – Gamedesign (für Berufstätige).

### Umbau

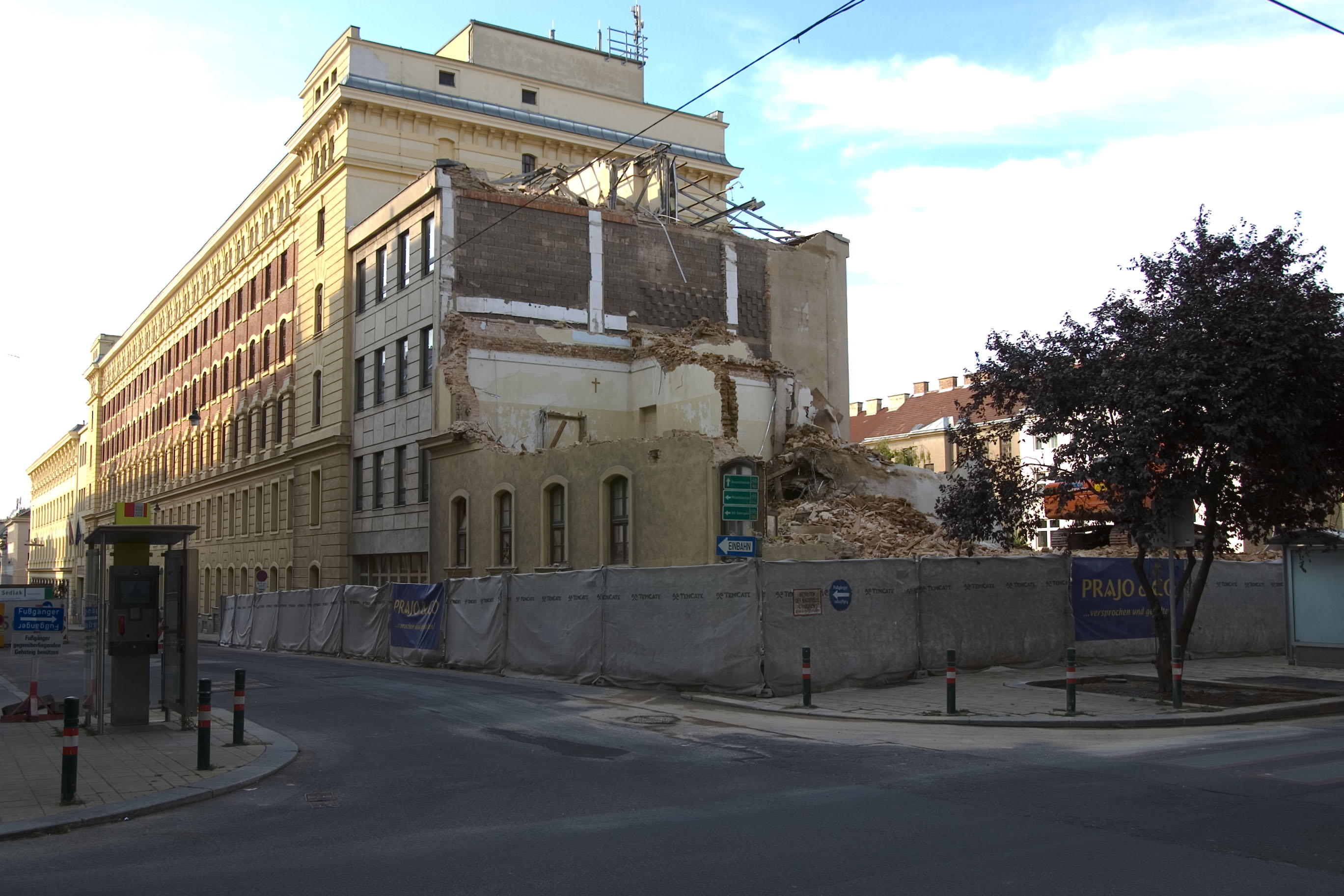
Blick auf das Schulgebäude nach Abbruch des C-Traktes

Nach der Bewilligung des Umbaues im Jahr 2006 wurde im Schuljahr 2007/08 das Ausweichquartier für die EDV-Abteilung in der HTL Schellinggasse adaptiert. Ab dem Schuljahr 2008/09 war die Schule an zwei Standorten untergebracht:
- Die Abteilung EDV und Organisation in der Schellinggasse 13 im 1. Bezirk
- Die Abteilungen Betriebsmanagement, Kunst & Design, Informatik Abend, eGovernment und eHealth sowie die Verwaltung in der Spengergasse 20 im 5. Bezirk

Die Rückübersiedlung der EDV-Abteilung fand am 15. Februar 2012 statt.
Der Umbau stammt von Otmar Hasler (Siedlung Am Leberberg). Der Anbau kontrastiert mit seiner strukturalistischen Aluminium-Lamellen-Fassade mit der Altsubstanz. Er ist von jener abgesetzt und über verglaste Brücken in den Obergeschoßen und die unter Zugangsniveau gelegene Aula an sie angebunden. Ziel des Konzeptes sind eine Entflechtung der Schulzweige und die Umwandlung der Blockrandbebauung in eine Campus-artige Anlage.
Durch die Absiedelung des Österreichischen Textil-Forschungsinstitutes im Jahre 2020 konnten im Zuge eines umfangreichen Umbaus weitere 10 Klassenzimmer sowie 10 weitere Labore geschaffen werden.

## Bekannte ehemalige Schüler
- Herbert Tumpel
- La Hong Nhut
- Margit Fischer
- Peter Westenthaler
- Valie Export
- Hans Niessl
- Michel Reimon
- Ingrid Wiener
- Markus Freistätter

## Ausbildungszweige

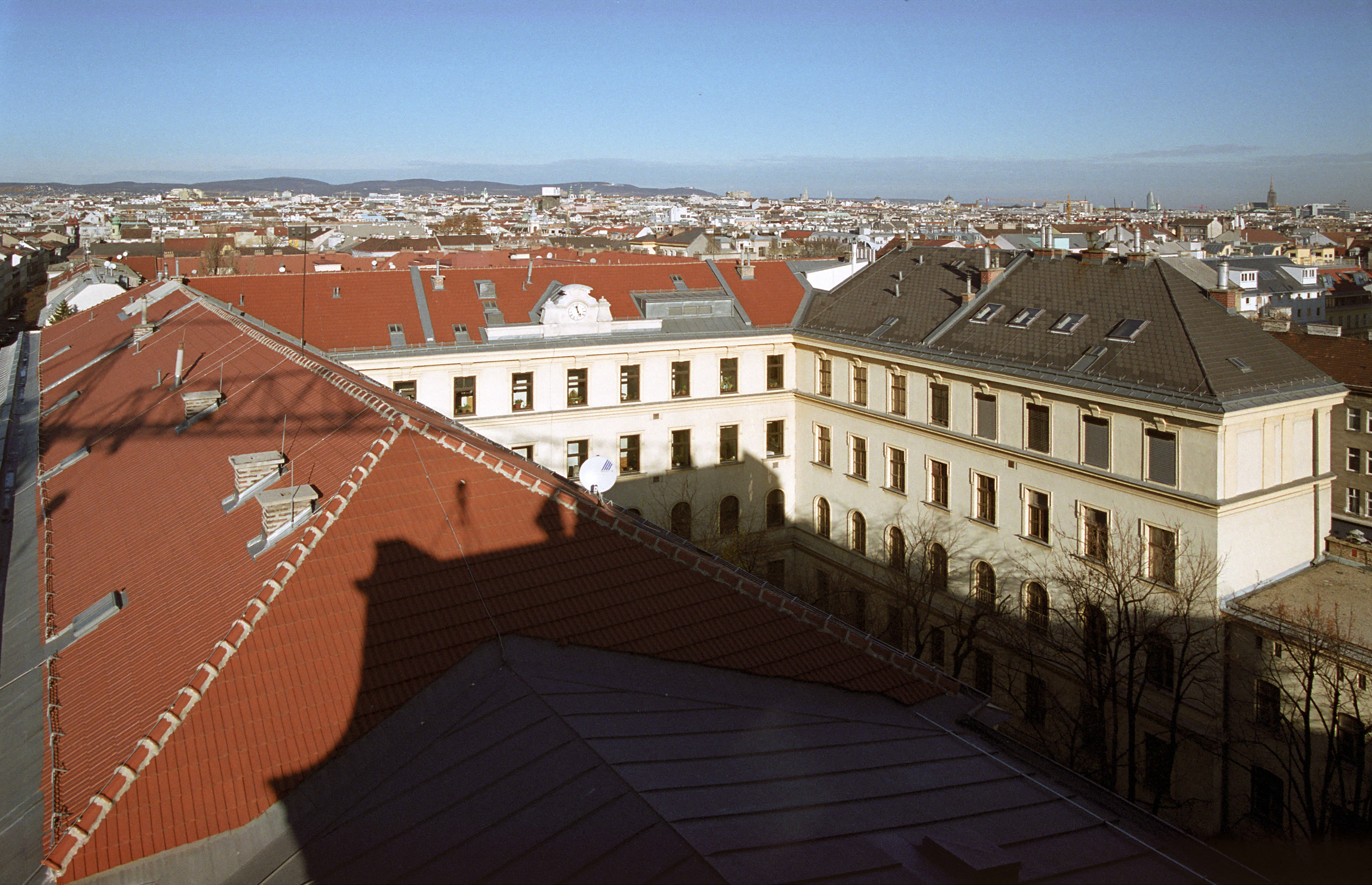
Blick vom Dach der Schule auf das A-Gebäude

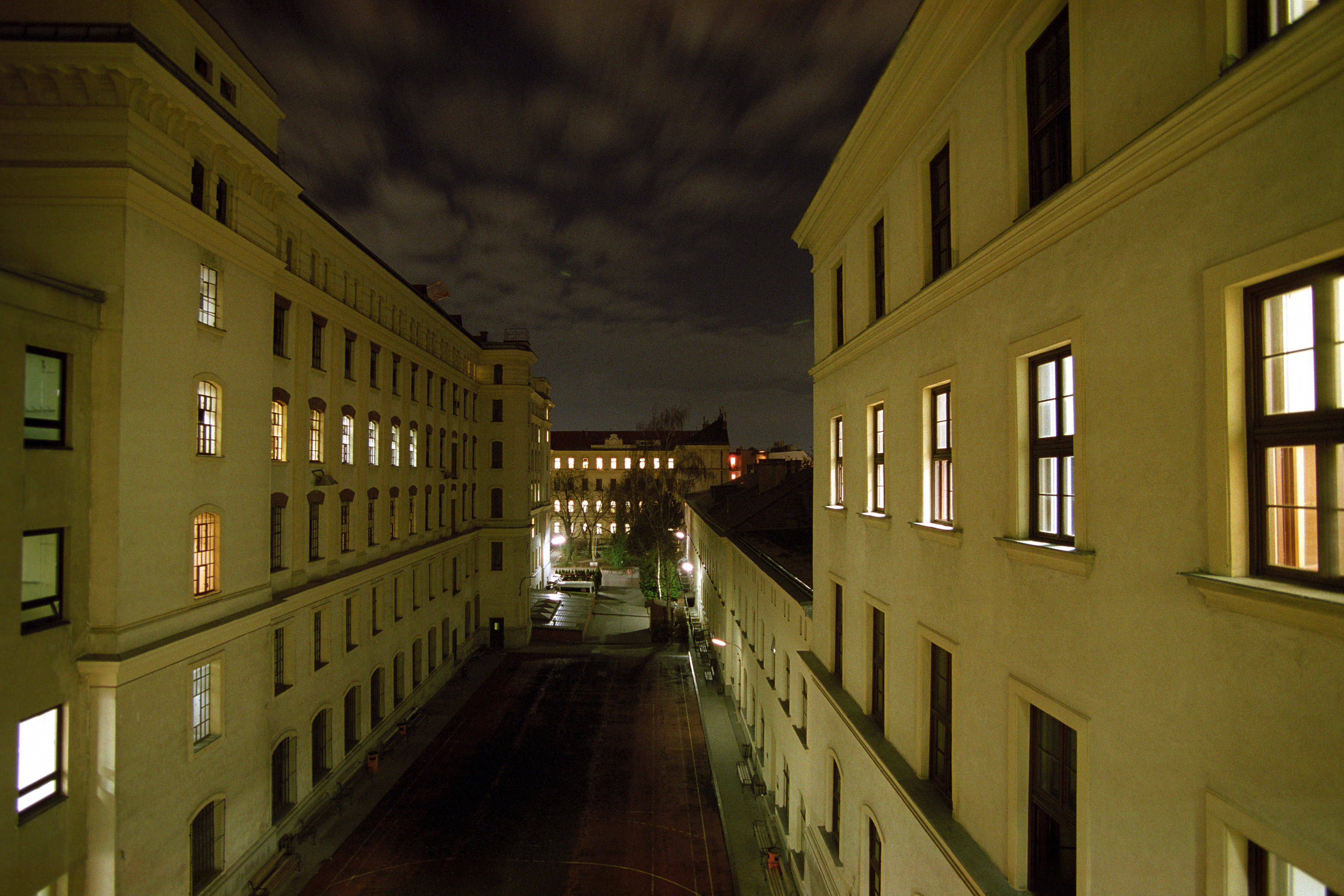
Der Schulhof bei Nacht (Blick vom C-Gebäude)

Im Jahre 2010 erfolgten folgende Ausbildungen; die Bezeichnung entspricht der Schulformsystematik des BMBWF:

### Tagesformen Höhere Lehranstalt
5-jährige Ausbildung mit Reife- und Diplomprüfung für Schüler nach der 8. Schulstufe
- Höhere Lehranstalt für Betriebsinformatik – Wirtschaftsingenieur
- Höhere Lehranstalt für Wirtschaftsingenieure Ausbildungsschwerpunkt Technisches Management
- Höhere Lehranstalt für Biomedizin- und Gesundheitstechnik
- Höhere Lehranstalt für Informatik (Schulformkennzahl 8475)
  - Wahlpflichtfach Business Applications ab dem 4. Jahrgang
  - Wahlpflichtfach Game Development ab dem 4. Jahrgang
  - Wahlpflichtfach Internet of Things ab dem 4. Jahrgang
  - Wahlpflichtfach Operations and Services ab dem 4. Jahrgang
  - Wahlpflichtfach Software Security ab dem 4. Jahrgang
- Höhere Lehranstalt für Art und Design
  - Ausbildungsschwerpunkt Interieur- und Surfacedesign (Oberflächendesign)
- Höhere Lehranstalt für Medien
  - Ausbildungsschwerpunkt Animation
  - Ausbildungsschwerpunkt Game Design
- Fachschule für Informationstechnik (mit Betriebspraktikum)

### Tagesformen Kollegs
4-semestrige Ausbildung mit Diplomprüfung für Bewerber mit Reifeprüfung.
- Kolleg für Informatik (4-semestrig)
- Kolleg für Design (4-semestrig)
  - Ausbildungs-Modul Interior- und Surfacedesign (Oberflächendesign)

### Aufbaulehrgang Informatik
5-semestrige Ausbildung in der Tagesform (Abschluss: Reife- und Diplomprüfung)
7-semestrige Ausbildung in der berufsbegleitenden Abendform (Abschluss: Reife- und Diplomprüfung)

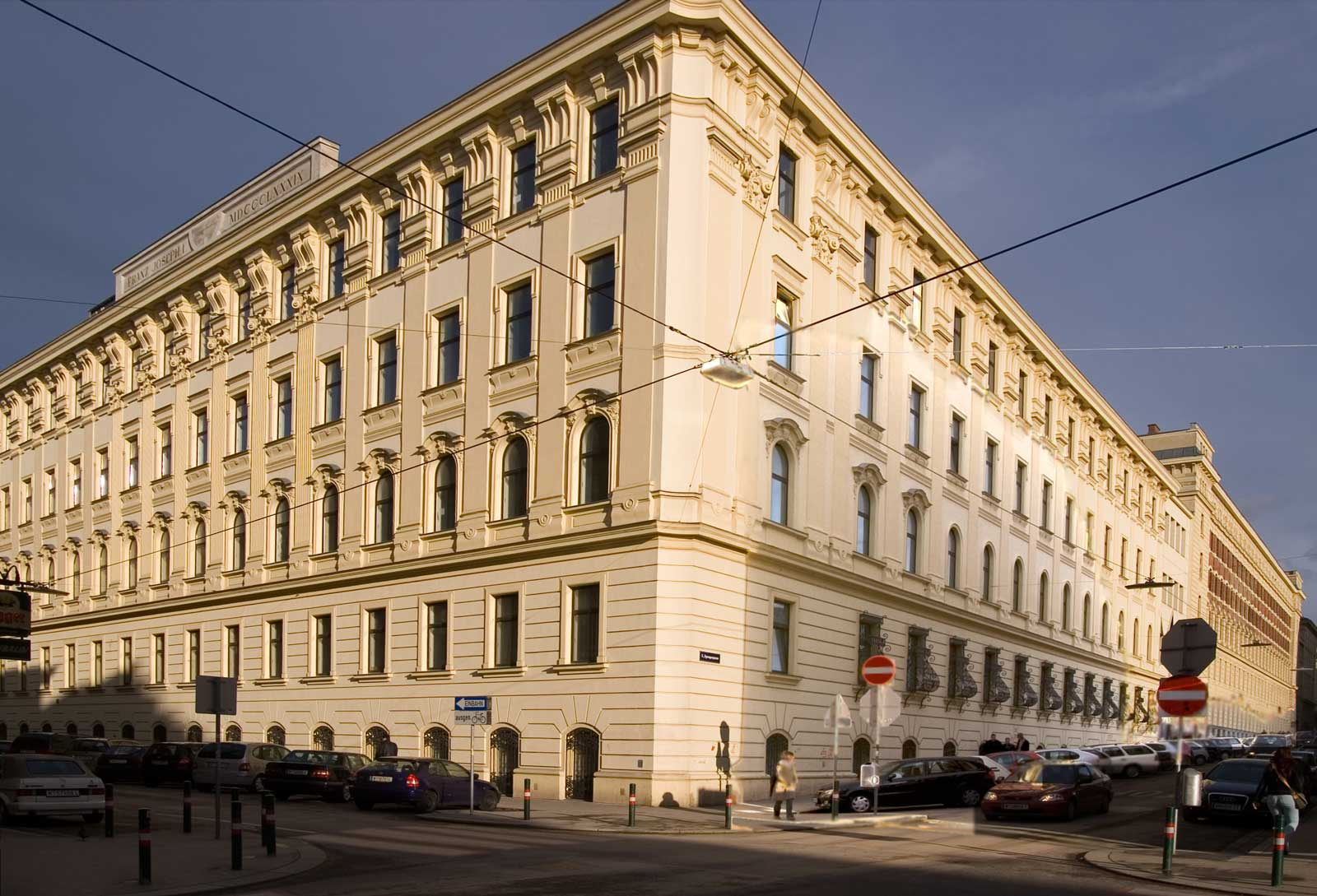
Frontansicht der HTBLVA Wi

### Abendformen Kollegs
6-semestrige Ausbildung mit Diplomprüfung
- Kolleg für Medien (für Berufstätige)
  - Ausbildungsschwerpunkt Animation (September 2018)
  - Ausbildungsschwerpunkt Gamedesign (September 2019)
- Kolleg für Informatik (für Berufstätige)

### Vorbereitungslehrgang für Informatik
Vorbereitungslehrgang (1 Semester) für Aufnahmewerbende mit Pflichtschulabschluss.

## Forschungseinrichtungen
Bestandteil der Schule ist die seit 1931 angeschlossene Staatliche Versuchsanstalt für Textil als unabhängige Prüf-, Begutachtungs- und Fortbildungsanstalt über den gesamten Fachbereich Textilien. Deren Mitarbeiter sind ebenso im Schulbetrieb der HTL tätig.
Am Schulstandort befand sich bis 2020 das als GmbH geführte ÖTI – Institut für Ökologie, Technik und Innovation.

## Kritik

### Überwachung
Im Jahr 2003 war die HTL Spengergasse bei den Big Brother Awards Austria nominiert für die Einführung einer Verpflichtung zum sichtbaren Tragen des Schülerausweises edu.card. Auch die ARGE Daten hat das Problem aufgegriffen und eine Anfrage an das Bildungsministerium gestellt. Dieses teilte mit, dass es keine Verpflichtung zum sichtbaren Tragen gibt. Die Schulleitung setzte jedoch weiterhin auf das Tragen der Schülerausweise. Der Schülerausweis konnte weiters für verschiedene Funktionen (z. B. Kopieren) verwendet werden. Es gab auch ein automatisches Verleihsystem für Beamer. Nach der Etablierung des Verleihsystems wurden zahlreiche Beamer gestohlen, indem ein unbekannter Täter mit einem wahrscheinlich beim Kopierer vergessenen Schülerausweis diese ungehindert an sich nehmen konnte (Die Beamer befanden sich in per Karte öffenbaren Fächern). Nach diesem Rückschlag und der Kritik durch Datenschutzorganisationen wurde davon abgesehen, die geplante Einführung von zahlreichen elektronischen Schlössern und Drehkreuzen in der Schule umzusetzen. Die stets mitzuführenden Schülerausweise sind jedoch mit RFID-Chips ausgestattet.

### Diskriminierung
Im Jahr 2010 sah sich die transsexuelle Informatiklehrkraft Andrea S. Diskriminierungen im Dienst ausgesetzt. Der damalige Direktor Wolfgang Hickel soll ihr nahegelegt haben, die Schule zu verlassen. Auch der Elternverein, unter der Leitung der Vorstände Dietmar Doubek und Gerhard Burian, versuchte sich gegen die weitere Beschäftigung der Lehrerin starkzumachen. Doubek zog mit Aussagen wie „Wir sind hier nicht in der Löwingerbühne“ gehörigen Unmut auf sich. Die Bemühungen, die Lehrerin ihres Amtes zu entheben, scheiterten jedoch am Widerstand des Bildungsministeriums. Kritik hagelte es auch für die Einrichtung einer „psychologischen Betreuung“ und eines Infotelefons für die Schüler, was an anderen Schulen nicht notwendig gewesen sei. Zuspruch für das Verhalten der Schulorgane kam hingegen von Seiten der FPÖ. FPÖ-Bildungssprecher Walter Rosenkranz verkündete in einer Aussendung die Solidarität mit dem Elternverein. Für die Bundesvorsitzende der Aktion kritischer SchülerInnen, Iris Schwarzenbacher, die den Rücktritt des Direktors forderte, würden „Ausdrücke wie reaktionär oder ignorant die Statements der Schulverantwortlichen wohl noch am besten beschreiben“.